# Język tarencki
Język tarencki – język romański używany na południowym wschodzie Włoch, w regionie Apulia. Większość użytkowników mieszka w Tarencie, mieście położonym w Apulii. Jest także używany przez niewielką liczbę imigrantów w Stanach Zjednoczonych, w szczególności w Kalifornii. Jest blisko spokrewniony z włoskim, sycylijskim i neapolitańskim.